# Витоки річки Тясмина
Ви́токи рі́чки Тя́смин — гідрологічна пам'ятка природи місцевого значення в Україні. Об'єкт розташований на території Олександрівського району Кіровоградської області, поблизу с. Настине.
Площа — 2 га, статус отриманий у 1993 році.